# Institution financière monétaire
Pour les articles homonymes, voir Institution et IFM.
Dans l'Union européenne, les institutions financières monétaires (IFM) sont des institutions créant de la monnaie. Cette définition comprend la Banque centrale européenne (BCE), les banques centrales nationales (BCN), les établissements de crédit, les organismes de placement collectif en valeurs mobilières (OPCVM) et d'autres institutions financières.
Dans le cadre de l'Union Européenne, les agrégats monétaires ne pouvaient pas être significatifs à cause des divergences importantes au niveau des méthodes statistiques. Il fallait donc que les banques centrales nationales mettent au point une méthode de pratiques statistiques commune, tout en prenant compte des différences structurelles et de fonctionnement des systèmes financiers nationaux.
Cela a abouti à la définition des institutions financières monétaires.
Leur rôle est de collecter des informations sur le comportement des agents économiques, puis de les envoyer aux banques centrales nationales qui composeront avec ces statistiques un bilan monétaire. Ce dernier sera envoyé à la Banque centrale européenne.
On comptabilise, au 1er janvier 2012, 7 533 institutions financières monétaires dans la zone euro en 2011 et 9 587 dans l'ensemble de l’UE, soit 334 de moins que 2010. Ce chiffre est en baisse constante depuis, au minimum, 1999. 